# 411 f.Kr.

## Händelser

### Efter plats

#### Grekland
- 9 juni – Demokratin i Aten störtas av de oligarkiska extremisterna Antifonte, Theramenes, Peisander och Frynichos i ett försök av oligarkerna att utöva mer kontroll över hur kriget med Sparta och dess allierade förs, genom att "De fyrahundras råd" bildas. Den atenska sicilienexpeditionens förkrossande nederlag och de därpå följande upproren bland stadens allierade har försvagat de atenska finanserna allvarligt; syftet med denna revolutionära rörelse är att revidera konstitutionen, så att Atens ekonomi skulle skötas bättre. Styret blir dock kortvarigt och "de fyrahundras råd" sitter endast kvar vid makten i fyra månader.
- När ett myteri utbryter bland de trupper, som befäster Pireus (Atens hamnstad), skickar rådet Theramenes för att kväsa det, men istället ställer han sig i spetsen för myteristerna. Efter att Frynichos, extremisternas ledare, har blivit mördad, avsätts rådet på ett möte av Atens församling, som återställer den gamla ordningen, men begränsar några av medborgarskapets privilegier till en grupp kallad "Femtusen". Församlingen återtar sin gamla form, vilket innebär att vara en kommitté av alla medborgare.
- Den atenska flottan under Thrasybulos återkallar Alkibiades från Sardis och han väljs till befälhavare för flottan, vilket bekräftas av atenarna, på Theramenes uppmaning. En spartansk flotta i Hellesponten vid Kynossema besegras därefter av den atenska flottan under Thrasybulos och Alkibiades befäl.
- Antifonte försvarar sig själv i ett tal, som Thukydides beskriver, som det bästa tal, som någonsin har hållits av en man, vars liv står på spel i en rättegång. Han lyckas dock inte övertala sina åklagare utan avrättas för förräderi.

### Efter ämne

## Födda
- Timoleion, korinthisk politiker och general (död 337 f.Kr.)

## Avlidna
- Antifonte, atensk politiker och orator (född 480 f.Kr.)
- Frynichos, atensk general (mördad)